# أر جي 45
أر جي 45 أو (مقبس مسجل 45) بالإنجليزية: (Registered Jack 45) وهو مقبس توصيل بـ 8 أسلاك معدنية. وهي تقع في نهاية كبلات الاتصال، والتي تسمى إيثرنت، وتُستخدم للتوصيل بين أجهزة الكمبيوتر أوتوصيل أجهزة الكمبيوتر بالشبكة المحلية.
وهو أكبر من الموصل المستخدم كوصلات هاتفية والمسمى أر جي 11 (RJ11). هناك معايير معينه عند توصيل الكابلات بمقبس أر جي 45. تسمى هذه هذه المعايير T568A وT568B. ويتم استخدام أحد هذه المعايير عن التوصيل مع شبكة.

## صور للمقبس

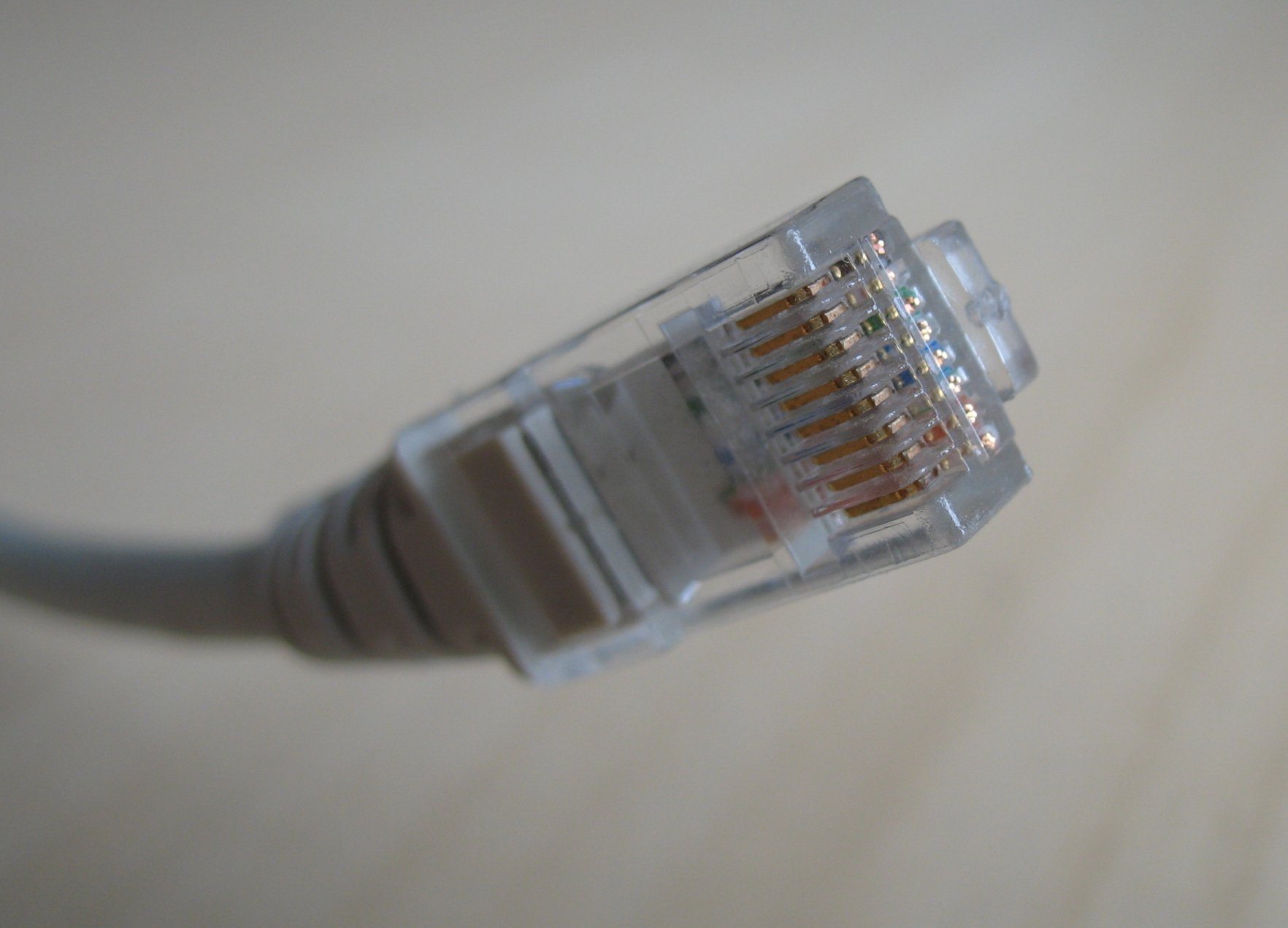
أر جي 45 من الأسفل
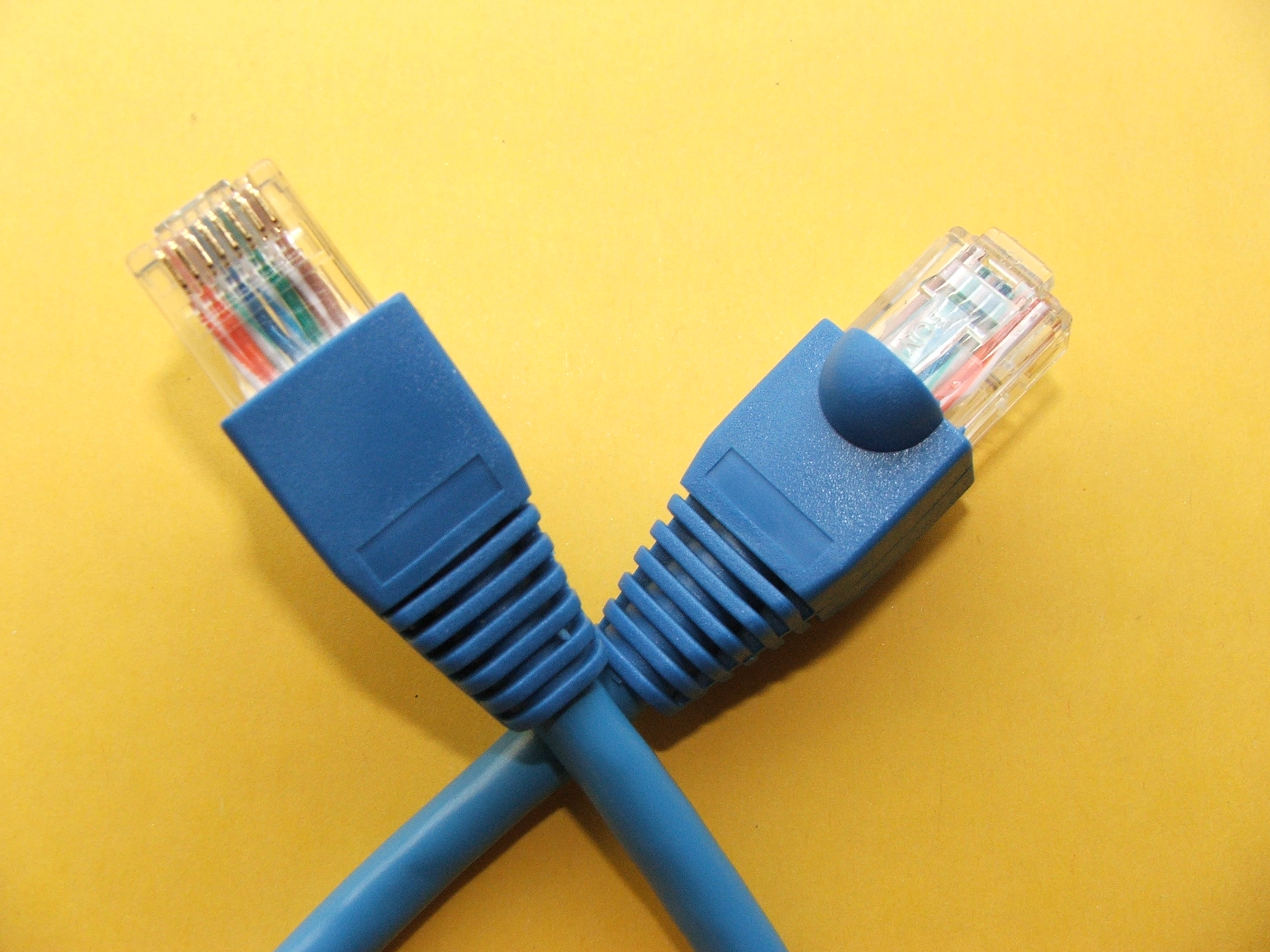
مقابس أر جي 45
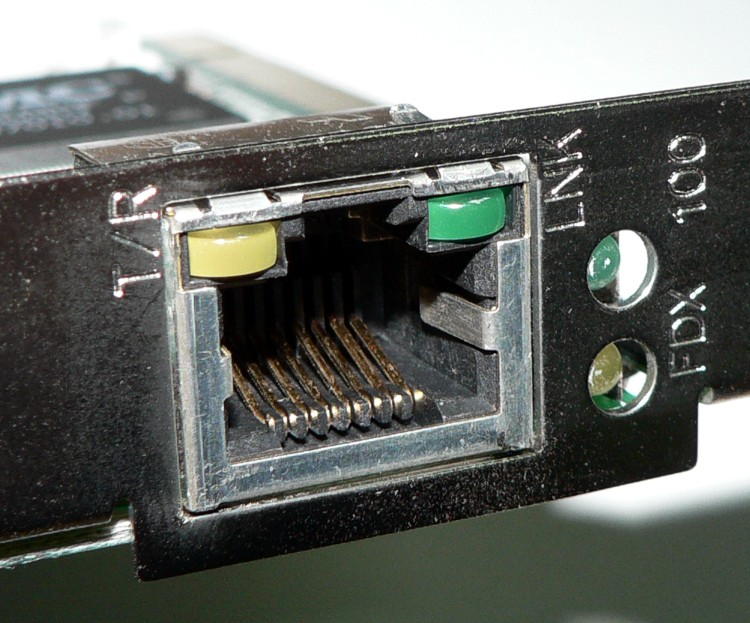
مدخل كابل أر جي 45 على [[بطاقة الشبكة|بطاقة شبكة

## صفحات خارجية
- شرح طريقة تركيب كابل الإنترنت RJ45 | شرح طريقة اعداد RJ45